# Canton de Broglie
Le canton de Broglie est une ancienne division administrative française située dans le département de l'Eure et la région Normandie.

## Géographie
Ce canton était organisé autour de Broglie dans l'arrondissement de Bernay. Son altitude variait de 111 m (Saint-Quentin-des-Isles) à 246 m (Verneusses) pour une altitude moyenne de 192 m.

## Représentation

### Conseillers d'arrondissement (de 1833 à 1940)
| Période                                  | Période      | Identité                                     | Étiquette       | Qualité |
| ---------------------------------------- | ------------ | -------------------------------------------- | --------------- | --- |
| 1833                                     | 1840 (décès) | Louis Gustave Victor Auzoux fils (1805-1840) |                 | Propriétaire à Chamblac                                                                                     |
| 1840                                     | 1855         | Hyacinthe-Firmin Didot, Comte de Margeot     |                 | Imprimeur, propriétaire à Mesnil, Maire de Grand-Camp                                                       |
| 1855                                     | 1880         | Albert de Bréda (1807-1881)                  |                 | Lieutenant de vaisseau, propriétaire à Chamblac et à Rémalard (Orne)                                        |
| 1880                                     | 1886         | Victor Blin                                  |                 | Tanneur, maire de Broglie                                                                                   |
| 1886                                     | 1898         | Sosthène Rousselin                           | Conservateur    | Maire de Grand-Camp                                                                                         |
| 1898                                     | 1913         | Albert Dectot                                | Conservateur    | Président du Conseil d'arrondissement, maire de La Trinité-de-Réville                                       |
| 1913                                     | 1925 (décès) | Jules-Ferdinand Aubert                       |                 | Propriétaire, maire de La Chapelle-Gauthier                                                                 |
| 1925                                     | 1934         | Charles Abaye                                | Union nationale | Propriétaire du domaine du Tremblay à La Goulafrière                                                        |
| 1934                                     | 1940         | Théodore Lecomte                             | Union nationale | Maire de Notre-Dame-du-Hamel                                                                                |
| 1940                                     |              |                                              |                 | Les conseils d'arrondissement ont été suspendus par la loi du 12 octobre 1940 et n'ont jamais été réactivés |
| Les données manquantes sont à compléter. |              |                                              |                 | |

### Conseillers généraux de 1833 à 2015
- De 1833 à 1848, les cantons de Beaumesnil et de Broglie avaient le même conseiller général. Le nombre de conseillers généraux était limité à 30 par département[1].

| Période | Période          | Identité                                      | Étiquette                                       | Qualité |
| ------- | ---------------- | --------------------------------------------- | ----------------------------------------------- | --- |
| 1833    | 1852 (démission) | Duc Victor de Broglie                         | Orléaniste                                      | Ministre des Affaires étrangères (1832-1834) Président du Conseil sous la Monarchie de Juillet (1835-1836) Membre de l'Institut Député (1849-1851), Pair de France Démissionne pour refus de prêter serment à l'Empereur Napoléon III |
| 1852    | 1867 (décès)     | Comte Louis Ferdinand Boucher de Boucherville |                                                 | Maire de Broglie |
| 1867    | 1870 (décès)     | Victor de Broglie                             | Orléaniste                                      | Ministre des Affaires étrangères (1832-1834) Président du Conseil sous la Monarchie de Juillet (1835-1836) Député (1849-1851) |
| 1870    | 1877             | Albert de Broglie (fils du précédent)         | Conservateur Monarchiste                        | Diplomate et écrivain Député (1871-1876) Sénateur (1876-1885) Chef du Gouvernement (1873-1874 et 1877) |
| 1877    | 1913 (décès)     | Louis-Camille Fouquet                         | Union des Droites Bonapartiste puis Indépendant | Officier d'artillerie et spécialiste en agronomie Député (1885-1912) Conseiller municipal de Montreuil-l'Argillé |
| 1913    | 1913 (décès),    | Albert Dectot                                 | Républicain radical                             | Maire de La Trinité-de-Réville, conseiller d'arrondissement |
| 1913    | 1931 (décès)     | Georges de Bonnechose (1870-1931)             | URD                                             | Maire de Saint-Aubin-du-Thenney |
| 1931    | 1940             | Raymond Laillet de Montullé                   | URD                                             | Éleveur-herbager Maire de Mélicourt (1927-1959) Nommé conseiller départemental en 1943 |
|         |                  |                                               |                                                 | |
| 1945    | 1959 (décès)     | Raymond Laillet de Montullé                   | RI                                              | Éleveur-herbager Maire de Mélicourt (1927-1959) Sénateur (1955-1959) |
| 1959    | 1964             | Eugène Couteau                                | DVD                                             | Agriculteur et éleveur à Capelle-les-Grands |
| 1964    | 1970             | Joseph Amicel                                 | Centriste                                       | Pharmacien à Broglie |
| 1970    | 1988             | Philippe Laillet de Montullé (1928-2012)      | DVD puis UDF                                    | Exploitant agricole Maire de Mélicourt |
| 1988    | 1994             | Denis Tuel                                    | DVD                                             | Chef d'entreprise à La Goulafrière |
| 1994    | 2001             | Didier Cadinot                                | SE                                              | Médecin généraliste à Broglie |
| 2001    | 2015             | Didier Malcava                                | DVD                                             | Retraité Maire de Mesnil-Rousset |

## Composition
Le canton de Broglie regroupait vingt communes et comptait 5 896 habitants (recensement de 1999 sans doubles comptes).
| Communes                   | Population (2012) | Code postal | Code Insee |
| -------------------------- | ----------------- | ----------- | ---------- |
| Broglie                    | 1 105             | 27270       | 27117      |
| Capelle-les-Grands         | 359               | 27270       | 27130      |
| Chamblac                   | 376               | 27270       | 27138      |
| La Chapelle-Gauthier       | 381               | 27270       | 27148      |
| Ferrières-Saint-Hilaire    | 354               | 27270       | 27239      |
| La Goulafrière             | 150               | 27390       | 27289      |
| Grand-Camp                 | 453               | 27270       | 27295      |
| Mélicourt                  | 71                | 27390       | 27395      |
| Mesnil-Rousset             | 92                | 27390       | 27404      |
| Montreuil-l'Argillé        | 740               | 27390       | 27414      |
| Notre-Dame-du-Hamel        | 194               | 27390       | 27442      |
| Saint-Agnan-de-Cernières   | 122               | 27390       | 27505      |
| Saint-Aubin-du-Thenney     | 322               | 27270       | 27514      |
| Saint-Denis-d'Augerons     | 97                | 27390       | 27530      |
| Saint-Jean-du-Thenney      | 186               | 27270       | 27552      |
| Saint-Laurent-du-Tencement | 49                | 27390       | 27556      |
| Saint-Pierre-de-Cernières  | 197               | 27390       | 27590      |
| Saint-Quentin-des-Isles    | 236               | 27270       | 27600      |
| La Trinité-de-Réville      | 188               | 27270       | 27660      |
| Verneusses                 | 224               | 27390       | 27680      |

## Démographie
| 1962  | 1968  | 1975  | 1982  | 1990  | 1999  | 2006  | 2011  | 2012  |
| ----- | ----- | ----- | ----- | ----- | ----- | ----- | ----- | ----- |
| 6 526 | 6 149 | 6 039 | 6 029 | 5 840 | 5 896 | 6 083 | 6 375 | 6 379 |